# Dziewice, do boju!
Dziewice, do boju! – powieść obyczajowa Moniki Szwai w roku 2008, kontynuacja losów bohaterek zaprezentowanych w powieści Klub mało używanych dziewic (2007). Dalsze losy bohaterów opisano w powieści Zatoka trujących jabłuszek (2008).

## Opis fabuły
Alina otrzymuje propozycję pracy w klinice zajmującej operacjami plastycznymi dzieci po chemoterapii oraz operacjach usuwania nowotworów. Na rzecz nowego zajęcia porzuca pracę w banku. Zdaje sobie sprawę z tego, że coraz mocniej podkochuje się w swoim szefie, doktorze Orzechowskim. Wie jednak dobrze, że ma on żonę i troje dzieci. Kiedy Alina zaprzyjaźnia się z żoną Orzechowskiego, ostatecznie porzuca myśl o poderwaniu mężczyzny. Chciałaby sobie jednak ułożyć życie z jakimś mężczyzną. Po stronie zysków może zapisać wreszcie udane relację z córką Jagą.
Marcelinie nie udaje się uwieść przystojnego i szarmanckiego notariusza Jerzego Brańskiego. Pogłębia to jej depresję, a przecież jako matka samotnie wychowująca córkę musi być silna. Na horyzoncie pojawia się ornitolog – Edward Bronikowski, który prowadzi badania w pobliżu domu Marceliny we wsi Stolec. Kobieta widzi szansę na znalezienie oparcia w tym mężczyźnie.
Tymczasem przebojowa Agnieszka, dyrektorka prywatnego liceum, ma coraz większe problemy w pracy. Konflikt z matką jednego z uczniów – Sandrą Niepierą – jest coraz silniejszy. Niepiera za wszelką cenę pragnie zaszkodzić Agnieszce. Składa na nią donos, który jest oczywistym fałszem. Właściciele liceum nie chcą jednak nadwerężać dobrego imienia szkoły i dziękują dyrektorce za dotychczasową współpracę. Kobieta traci grunt pod nogami. Prywatnie Agnieszka ciągle jest sama. Interesuje się nią Jerzy Brański.
Michalina buduje swój szczęśliwy związek z Grzegorzem. Planują ślub i powiększenie rodziny. Udają się też na urlop do Irlandii, by odszukać Noela, ojca Michaliny, z którym nie widziała się ponad 30 lat. Wszystko to nie podoba się jej zaborczej matce, która wolałaby całkowicie podporządkować sobie córkę.